# Acatenango (wulkan)
Acatenango (hiszp. Volcán Acatenango) – stratowulkan w południowej Gwatemali, w łańcuchu wulkanicznym ciągnącym się wzdłuż południowego wybrzeża Gwatemali. Wznosi się na wysokość 3976 m n.p.m. Stożek wulkanu leży w departamencie Chimaltenango, lecz cały masyw sięga na teren departamentów Sacatepéquez i Escuintla.
Razem z sąsiednim wulkanem Volcán de Fuego (3763 m) tworzy kompleks wulkaniczny zwany La Horqueta. Kilkanaście kilometrów na wschód znajduje się wulkan de Agua. Sam wulkan Acatenango ma dwa wierzchołki: północny Yepocapa oraz południowy, nieco wyższy Pico Mayor.
Ostatnia erupcja wulkanu miała miejsce w 1972.
Kompleks wulkanów Fuego-Acatenango swoją aktywność przejawia od co najmniej 230 000 lat, a historyczne obserwacje erupcji datowane są na ostatnie 500 lat. W tym czasie niższy stożek Fuego eksplodował ponad 60 razy, natomiast wyższy Acatenango tylko dwukrotnie w XX wieku. Z tego powodu pierwszą, dobrze udokumentowana erupcją Acatenango była erupcja w latach 1924–1927, jednakże w czasach historycznych miały miejsce także wcześniejsze erupcje. Hiszpański konkwistador Francisco Vasquez, pisząc w  roku 1690 wspomniał, iż w 1661 roku wulkan leżący obok wulkanu Fuego „otworzył dymiącą paszczę i wciąż dymi, choć nie wydaje głosu”. Większość informacji o poprzedniej aktywności Acatenango pochodzi z badań materiału poerupcyjnego okalającego górę. Aktywność fluktuuje pomiędzy okresami o dużej częstotliwości wybuchów przedzielonych okresami spokoju. Stwierdzono, iż w minionych 80 000 lat wystąpiły co najmniej dwa okresy wzmożonej aktywności kompleksu obu stożków.
Masyw wulkaniczny obecną wysokość osiągnął głównie w ostatnich 84 tysiącach lat. Pierwotny wulkan Acatenango zapadł się w kierunku południowym tworząc rumowisko-lawinisko aż do terenów odległej o 35 km miejscowości La Democracia, a także wyrzucając materiał na znaczne tereny niziny nadpacyficznej. Obecny kształt północnego wierzchołka Yepocapa uformowany został około 20 tysięcy lat temu po tym, jak rozpoczęło się tworzenie południowego Pico Mayor.